# Hans Keuls
Hans Agathus Keuls (Amsterdam, 11 september 1910 – Haarlem, 18 augustus 1985) was een Nederlands toneelschrijver. Veel van zijn stukken zijn op de Belgische en Nederlandse publieke omroep uitgezonden.

## Eerste jaren
Keuls werd geboren als zoon van mr. H.W.J.M. Keuls, toneelcriticus voor het Algemeen Handelsblad. Hij volgde de MTS en ging voor Shell werken, eerst op het research-laboratorium en later bij een raffinaderij op Curaçao. Vervolgens studeerde hij rechten. Tijdens de Tweede Wereldoorlog werkte hij bij de Nederlandse regering in Londen.
Na de oorlog nam Keuls van zijn vader diens bureau voor auteursrechten over. Vervolgens raakte hij verzeild in de televisie- en filmwereld. Eerst als producent; later ook als scenarioschrijver. In 1962 schreef hij, samen met Martie Verdenius, de toentertijd erg populaire KRO televisieserie Stadhuis op stelten, met in de hoofdrollen Bert van der Linden, Herbert Joeks, Riek Schagen en Lou Geels. In hetzelfde jaar werd ook zijn toneelstuk De rode pull-over bewerkt voor televisie, met onder andere Tom van Beek. In 1963 volgde een bewerking van het stuk Voor het laatst Lady Barker, met onder andere Cruys Voorbergh.

## Populariteit als toneelschrijver
In 1964 werd zijn stuk Plantage Tamarinde verfilmd met Albert van Dalsum in de hoofdrol, deze film flopte jammerlijk en in de jaren die volgden focuste hij zich voornamelijk op het schrijven van toneelstukken. Zo schreef hij de stukken Johan van Oldenbarnevelt, waarvoor hij de ANV-Visser Neerlandia-prijs ontving in 1965, Aan lager wal en Confrontatie op het Forum Romanum, dat  in 1968 werd bekroond met de Mr. H.G. van der Vies-prijs. In 1972 ontving hij de Edmond Hustinxprijs voor zijn gehele oeuvre.
Tussen 1974 en 1979 werkte hij aan de misdaadserie Centraal Station, die werd uitgezonden door de BRT en de KRO. Keuls schreef de scenario's van deze serie naar echte dossiers van de spoorwegpolitie. De verhalen speelden zich af in Amsterdam, Antwerpen en Brussel. In de serie speelden onder andere Romain De Coninck, Senne Rouffaer en Cor Witschge.

## Grote feuilletons
In de jaren tachtig bereikte zijn populariteit een hoogtepunt. In samenwerking met producent Joop van den Ende begon Keuls voor de TROS grootse familiefeuilletons te schrijven, die deden denken aan series als Dynasty en Dallas. Het tweetal werkte voor het eerst samen aan De Fabriek in 1981, met de Britse regisseur Andrew Wilson. De Fabriek was een oer-Hollands televisiefeuilleton over een suikerfabriek, waarin een machtsstrijd gaande was tussen verschillende partijen. In 1983 schreef hij, samen met regisseur John van de Rest de serie Herenstraat 10, over vetes binnen een familie van wijnhandelaren.
In 1986 verscheen, wederom onder regie van Wilson, het familiedrama Dossier Verhulst op televisie. Keuls zou dit echter niet meer meemaken. In 1985 werd darmkanker bij hem vastgesteld. Hij overleed enkele maanden later op 74-jarige leeftijd onverwacht aan een hartstilstand.
- Digitale Bibliotheek voor de Nederlandse Letteren: keul004
- International Standard Name Identifier: 0000 0003 9673 1563
- Nederlandse Thesaurus van Auteursnamen: 070920958
- Système universitaire de documentation: 051631156
- Virtual International Authority File: 101144648342340192953
- WorldCat: E39PBJy4bJtjhjGg7cCGMJJ7HC